# Pensée des morts
Pensée des morts est un poème d'Alphonse de Lamartine, paru dans le recueil Harmonies poétiques et religieuses, publié en 1830.

## Texte
Voici la première strophe de ce long poème qui en comprend une trentaine :
Voilà les feuilles sans sève

Qui tombent sur le gazon ;

Voilà le vent qui s’élève

Et gémit dans le vallon ;

Voilà l’errante hirondelle

Qui rase du bout de l’aile

L’eau dormante des marais ;

Voilà l’enfant des chaumières

Qui glane sur les bruyères

Le bois tombé des forêts.

## Historique
Alphonse de Lamartine écrit ce poème après la mort de plusieurs membres de sa famille ayant succombé aux différentes épidémies touchant à l'époque une grande partie de la population, tels la tuberculose ou le choléra.

## Commentaire de l'auteur
Lamartine lui-même commente son long poème :
« Cela fut écrit à la villa Luchesini, dans la campagne de Lucques, pendant l'automne de 1825 […]
 

J'écrivis les premières strophes de cette harmonie aux sons de la cornemuse d'un pifferaro aveugle, qui faisait danser une noce de paysans de la plus haute montagne sur un rocher aplani pour battre le blé, derrière la chaumière isolée qu'habitait la fiancée ; elle épousait un cordonnier d'un hameau voisin, dont on apercevait le clocher un peu plus bas, derrière une colline de châtaigniers. C'était la plus belle de ces jeunes filles des Alpes du Midi qui eût jamais ravi mes yeux ; je n'ai retrouvé cette beauté accomplie de jeune fille, à la fois idéale et incarnée, qu'une fois dans la race grecque ionienne, sur la côte de Syrie. Elle m'apporta des raisins, des châtaignes et de l'eau glacée, pour ma part de son bonheur ; je remportai, moi, son image. Encore une fois, qu'y avait-il là de triste et de funèbre ? Eh bien ! la pensée des morts sortit de là. N'est-ce pas que la mort est le fond de tout tableau terrestre, et que la couronne blanche sur ses cheveux noirs me rappela la couronne blanche sur son linceul ? J'espère qu'elle vit toujours dans son chalet adossé à son rocher, et qu'elle tresse encore les nattes de paille dorée en regardant jouer ses enfants sous le caroubier, pendant que son mari chante, en cousant le cuir à sa fenêtre, la chanson du cordonnier des Abruzzes : "Pour qui fais-tu cette chaussure ? Est-ce une sandale pour le moine ? Est-ce une guêtre pour le bandit ? Est-ce un soulier pour le chasseur  ? - C'est une semelle pour ma fiancée, qui dansera la tarentelle sous la treille, au son du tambour orné de grelots. Mais, avant de le lui porter chez son père, j'y mettrai un clou plus fort que les autres, un baiser sous la semelle de ma fiancée ! J'y mettrai une paillette plus brillante que toutes les autres, un baiser sous le soulier de mon amour ! Travaille, travaille, calzolaio !" »

## Adaptations
Ce poème est mis en musique en 1839 par le compositeur Félicien David et en 1969 par l'auteur-compositeur-interprète Georges Brassens.
Hubert Félix Thiefaine juin 2006